# Англосфера
Англосфера (англ. Anglosphere) — совокупность англоязычных стран, цивилизационный облик которых характеризуется рядом общих черт, обусловленных особо тесной исторической связью этих стран с Британскими островами (имеются в виду в первую очередь такие страны как Великобритания, США, Канада (за исключением провинции Квебек), Австралия, Ирландия и Новая Зеландия). 

Страны, в которых английский язык является государственным или официальным (фактически или законодательно)
Ниже представлена таблица сравнения пяти основных стран англосферы (данные на 2022/2023 годы):

| Страна              | Население (млн) | Площадь суши (тыс. км2) | Номинальный ВВП (трлн USD) | ВВП ППС (трлн USD) | ВВП ППС на душу населения (USD) | Национальное богатство ППС (трлн USD) | Военные расходы ППС (трлн USD) |
| ------------------- | --------------- | ----------------------- | -------------------------- | ------------------ | ------------------------------- | ------------------------------------- | ------------------------------ |
| Австралия           | 26,0            | 7692                    | 1707                       | 1718               | 65 366                          | 7661                                  | 22,0                           |
| Канада              | 38,7            | 9985                    | 2089                       | 2385               | 60 177                          | 9971                                  | 23,3                           |
| Новая Зеландия      | 5,1             | 262                     | 251                        | 278                | 54 046                          | 1229                                  | 3,1                            |
| Великобритания      | 67,1            | 242                     | 3158                       | 3846               | 56 471                          | 16 208                                | 70,2                           |
| США                 | 332,7           | 9834                    | 26 854                     | 26 854             | 80 035                          | 114 932                               | 734,3                          |
| Основная англосфера | 469,6           | 27 329                  | 34 059                     | 28 115             | 65 700                          | 150 001                               | 852,9                          |
| от всего мира       | 5,9 %           | 18,4 %                  | 32,3 %                     | 20 %               | 3,3×                            | 24,9 %                                | 32,9 %                         |

## История возникновения термина
Термин англосфера был впервые использован писателем Нилом Стивенсоном в романе «Алмазный век, или Букварь для благородных девиц» в 1995 году. Стивенсон не придавал этому термину какого-то особого геополитического смысла, а использовал его для обозначения вымышленной расы атлантов, которые:

…съезжались в великий город (здесь Лондон) со всей англосферы, чтобы пустить корни и пойти в рост на удобренной веками почве. (перевод Е. Доброхотовой-Майковой.)

## Неоднозначность термина
Термин «англосфера» также может обозначать совокупность стран, в которых английский язык является государственным, официальным (в том числе, наряду с местными) или относительно распространён.

## Термин «англосфера» в русском языке
В 2000-е годы термин «англосфера» вошёл в русский язык. Он начинает употребляться как в СМИ, так и в научных и научно-популярных публикациях.

Самое интересное — это англосфера. Термин вошел в употребление относительно недавно. «Англосфера» понимается как группа англоязычных стран, где действует общее право. Данное понятие подразумевает гораздо большее, чем просто совокупность людей, для которых английский является основным или вторым языком. Англосфера базируется на обычаях и принципах, формирующих костяк англоязычных культур: индивидуализм, господство права, уважение договора и сделки, а также превращение свободы в первостепенную политическую и культурную ценность. Есть и другое определение: это общность, базирующаяся на общем понимании, в основе которого лежат уважение к рыночной экономике и принципам гражданского общества.

## Геополитическое осмысление англосферы

### Сторонники идеи англосферы
Принцип «особых братских отношений» англоязычных стран подчёркивался У. Черчиллем в его доктрине «трёх великих кругов» внешней политики Великобритании (three majestic circles). Он отмечал, что будущее Великобритании связано с «тремя великими кругами свободных наций и демократий». Первый круг определялся как Британское Содружество Наций; второй представлял собой союз ведущих держав англоязычного мира под эгидой США; третий включал в себя государства Европы.
Американский бизнесмен Джеймс С. Беннетт (James C. Bennett), проводит мысль, что в культурной и правовой традиции англоязычных стран заложено нечто особенное. В своём блоге в статье «Сеянцы с Альбиона» (Albion’s Seedlings) он описывает англосферу как сетевую цивилизацию, не имеющую соответствующей политической формы, и, как следствие, лишённую чётких границ. Географически наиболее важными узлами англосферы являются США и Великобритания, тогда как англоязычные Канада, Австралия, Новая Зеландия, Ирландия и Южная Африка — это мощные и густонаселённые ответвления. Образованное, знающее английский язык население стран Карибского бассейна, Океании, Африки и Индии образует границу англосферы.
В книге «Вызовы времени англосферы. Почему англоязычные страны сохранят лидерство в XXI-м веке» Дж. Беннетт пишет о двух проблемах, ставящих под вопрос его концепцию англосферы. Во-первых, это необходимость найти пути приспособления к быстрому технологическому прогрессу. Во-вторых, это увеличивающийся разрыв между процветающими англосаксонскими странами и экономическими трудностями в других частях света.
С точки зрения историка Эндрю Робертса, именно англосфера сыграла главную роль в Первой и Второй мировых войнах, а также в холодной войне. Он настаивает на том, что единство англосаксонского мира необходимо для победы над исламизмом.
В очерке, опубликованном в The Guardian в 2003 году, историк Роберт Конквест (англ. Robert Conquest) выступил за выход Великобритании из Европейского союза и за создание более либерального союза англоязычных стран, известного под названием Англосфера.

### Критика
Том Хейден (Tom Hayden), левый активист и борец за гражданские права, на портале «Змаг» (Zmag) указывает, что адепты идеи англосферы нуждаются в США, как стране, чья доминирующая культура сохраняет коренную связь с английской традицией. Хейден предсказывает, что в США этот проект обречён на провал. Англосфера вымирает хотя бы в силу демографических причин. Это всего лишь вопрос времени. Те, кто придут ей на смену, не будут иметь ни средств, ни желания для ассимиляции в англосфере.
В ответ на статью Р. Конквеста, Майкл Игнатьев изложил свою точку зрения, согласно которой термин «Англосфера» игнорирует фундаментальные правовые и культурные различия между США и Соединённым королевством, а также те направления, по которым произошло сближение британских и европейских норм. М. Игнатьев характеризует взгляд Р. Конквеста на англосферу следующим образом: 

Похоже, он считает, что Британии следует либо уйти из Европы, либо отказаться от всех дальнейших мер по сотрудничеству, что поставило бы под угрозу реальные достижения Европы. Он хочет, чтобы Британия препоручила свою судьбу Союзу англоязычных стран. И я считаю этот взгляд романтической иллюзией.
Наряду с широким признанием лидирующей роли английского языка и культуры в современном мире немало людей считает несправедливым, что такой порядок предоставляет носителям английского языка неоправданные преимущества. В качестве альтернативы предлагается, например, внедрение искусственного языка эсперанто как нейтрального и легко усваиваемого.